# Chamaecrista mimosoides
Chamaecrista mimosoides là một loài thực vật có hoa trong họ Đậu. Loài này được (L.) Greene miêu tả khoa học đầu tiên.

## Hình ảnh

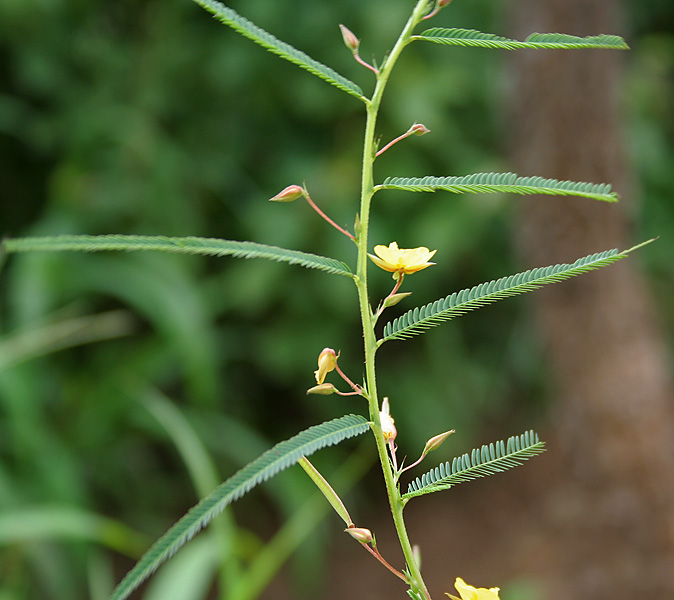
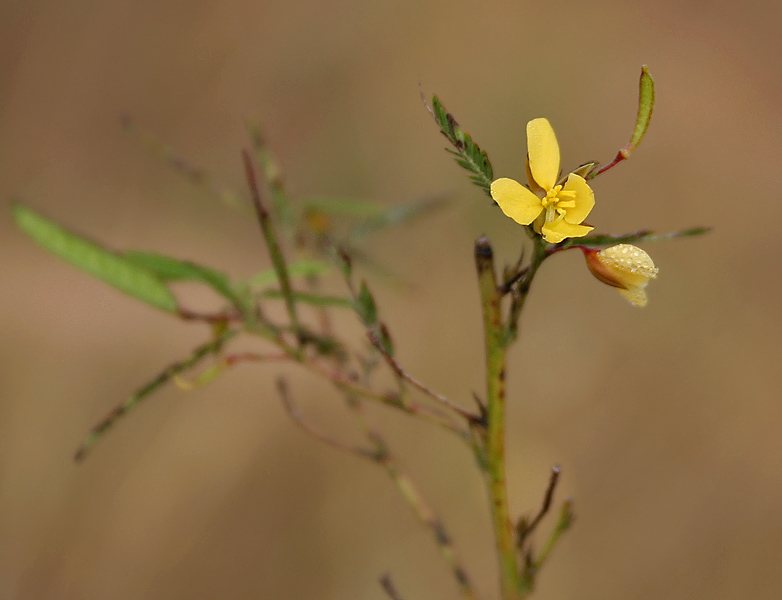
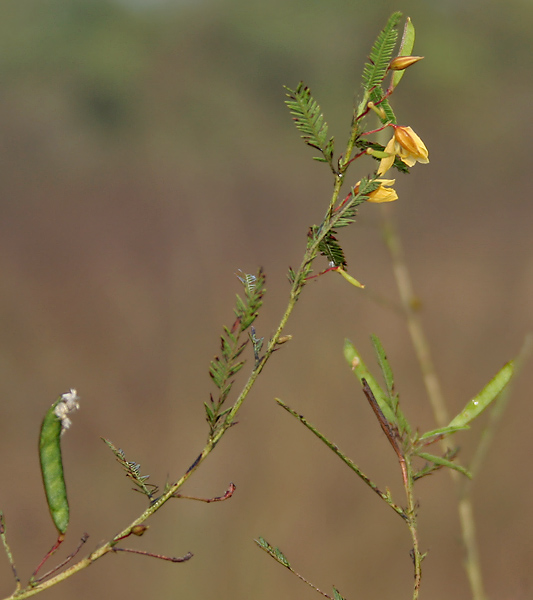
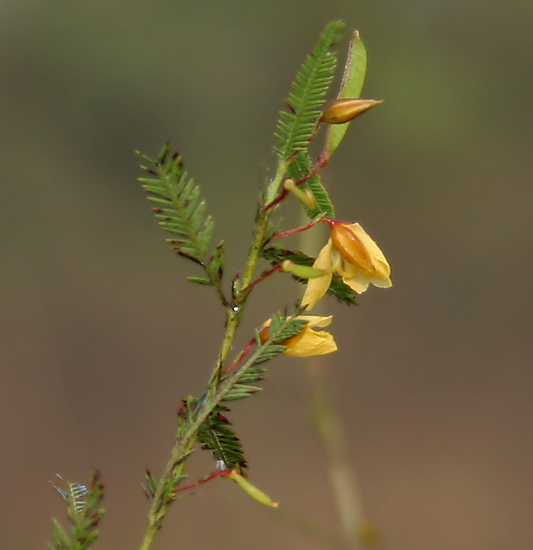